# Jaap van Duijn (dwangarbeider)
Jaap van Duijn (1920 – 1982) was in de Tweede Wereldoorlog als Nederlandse dwangarbeider werkzaam in de tuinen van Auschwitz.
Tijdens een verlof in 1942 in Nederland deed hij als een van de eersten mededelingen over martelingen, gaskamers, crematoria, vernietiging enz. in het concentratiekamp Auschwitz. In maart 1942 heeft hij zelfs de Joodsche Raad gewaarschuwd en op het kantoor van deze raad daarover gesproken. Zijn verklaring werd toen niet geloofd.